# Херсонський провулок (Київ, Залізничний район)
Херсо́нський прову́лок — зниклий провулок, що існував у Залізничному, нині Солом'янському районі міста Києва, місцевість Олександрівська слобідка. Пролягав від Преображенської вулиці до тупика.

## Історія
Провулок виник у 1-й половині XX століття, мав назву (2-й) Володимирський . Назву Херсонський провулок набув 1955 року. 
Ліквідований 1977 року у зв'язку зі знесенням старої забудови.
Нині існує однойменний провулок у Деснянському районі міста.